# 南兗州 (南朝)
兖州，後改為南兖州，中国古代的州。

## 沿革

### 東晉
西晉永嘉之亂後，兗州流民南遷至長江兩岸。
東晉初，兗州曾寄治合肥。太寧三年（325年），兗州全境陷於後趙，遂於徐州廣陵郡廣陵縣（今江蘇省揚州市邗江區西之蜀冈上）僑置兖州，無實土。此後，兗州治所遷徙頻繁，曾寄治於丹徒县京口、盱眙县、山阳县、下邳县、淮阴县，或單獨而治，或與徐州共治一地，或與青州共治一地。晉末，兖州定治廣陵。

### 宋齊
南朝宋永初元年（420年），改兗州為南兗州，北兗州為兗州。至此，南兗州領十四僑郡：南高平郡、南平昌郡、南濟陰郡、南濮陽郡、南泰山郡、濟陽郡、南魯郡、東燕郡、高密郡（以上九郡位於江南）、南東平郡、南齊郡、南平原郡、濟岷郡、雁門郡（以上五郡位於江北）。
元嘉八年（431年），割南兗州江南九僑郡屬南徐州，而割南徐州之廣陵、海陵、山陽、盱眙、南沛、鍾離六郡與豫州之秦郡屬南兗州，南兗州遂因割江淮間為境而成實土州，與南徐州分江而治，轄境相当于今天江苏省江淮之间和安徽省天长市等地。後併南齊、南平原、濟岷、雁門四郡入南東平郡。元嘉二十八年（451年），南兗州徙治盱眙。元嘉三十年（453年），南兗州併入南徐州。同年，復置南兗州，還治廣陵。至此，南兗州領八郡：廣陵郡、海陵郡、山陽郡、盱眙郡、南沛郡、鍾離郡、秦郡、南東平郡。
大明五年（461年），併南東平郡入廣陵郡。泰始中，徐州諸郡陷於北魏，遂於廣陵僑置新平、北淮陽、北濟陰、北下邳、東莞五郡。元徽元年（473年），割鍾離郡屬徐州。至此，南兗州領十一郡：廣陵郡、海陵郡、山陽郡、盱眙郡、南沛郡、秦郡、新平郡、北淮陽郡、北濟陰郡、北下邳郡、東莞郡。
南朝齊時，割新平郡屬兗州。建元四年（482年），併北淮陽、北濟陰、北下邳、東莞四郡入廣陵郡。永明元年（483年），併秦郡入青州之齊郡。至此，南兗州領五郡：廣陵郡、海陵郡、山陽郡、盱眙郡、南沛郡。

### 梁陳
南朝梁時，復置秦郡；分廣陵郡置廣業郡，後改為神農郡；割山陽郡屬北兗州。大寶元年（550年），割秦郡置西兗州。至此，南兗州領五郡：廣陵郡、海陵郡、盱眙郡、神農郡、南沛郡。承聖元年（552年），南兗州陷於北齊，改為東廣州。
南朝陳太建五年（573年），收復南兗州，領廣陵、海陵、射陽三郡；改射陽郡為鹽城郡；廢涇州為沛郡，屬南兗州。太建七年（575年），割南譙州之盱眙、神農、秦三郡屬南兗州。至此，南兗州領七郡：廣陵郡、海陵郡、鹽城郡、沛郡、盱眙郡、神農郡、秦郡。
北周大象元年（579年），佔領南兗州，改為吳州。隋朝開皇九年（589年），改吳州為揚州。大業三年（607年），改揚州為江都郡。

### 唐朝
唐朝武德二年（619年），佔領江都郡，改為揚州，不久即陷於李子通。武德三年（620年），收復揚州，改為兗州，與北方的兗州（治瑕丘）並存。武德六年（623年），兗州陷於輔公祏。武德七年（624年），收復兗州，改為邗州。武德九年（626年），改邗州為揚州。
| 唐朝兗州辖县 | 唐朝兗州辖县                               |
| ------------ | ------------------------------------------ |
| 620年        | 江都县、六合县、盱眙县、高邮县             |
| 621年        | 江都县、六合县、高邮县（盱眙县改属西楚州） |

## 地志
- 阮胜之（一作阮叙之）撰：《南兖州记》一卷。

## 長官
東晉兗州刺史（325年－420年）
- 郗鑒（325年－339年）
- 郗邁（339年－344年）[5]
- 褚裒（344年－349年）[6]
- 蔡裔（349年－352年）[7]
- 荀羨（352年－358年）[8]
- 郗曇（358年－361年）
- 范汪（361年－362年）
- 庾希（362年－367年）[9]
- 郗愔（367年－369年）[5]
- 桓溫（369年－373年）[10]
- 刁彝（373年－374年）
- 王坦之（374年－375年）
- 朱序（375年－377年）
- 謝玄（377年－387年）
- 朱序（387年－388年）
- 司馬恬（388年－390年）
- 王恭（390年－398年）[11][12]
- 劉牢之（398年－402年）[13]
- 司馬叔璠（402年）[14]
- 桓脩（402年－404年）[15]
- 殷仲文（404年）[16]
- 辛禺（404年）[17]
- 劉毅（404年－405年）[18]
- 劉裕（405年－408年）
- 劉藩（408年－412年）[17]
- 劉道鄰（412年－415年）[19]
- 劉柳（415年）[20]
- 劉義符（415年－416年）
- 劉裕（416年）
- 劉義符（416年）[21]
- 蕭源之（416年－418年）[22]
- 劉道鄰（418年－420年）[19]

劉宋南兗州刺史（420年－479年）
- 劉道鄰（420年－422年）[19]
- 檀道濟（422年－426年）[23]
- 劉義欣（426年－430年）
- 劉遵考（431年）
- 劉義宣（未就任，431年－432年）
- 劉義恭（432年－440年）
- 劉義慶（440年－444年）
- 劉義宗（444年）
- 劉誕（444年）
- 劉義季（444年－445年）
- 劉義賓（446年－447年）
- 徐湛之（447年－449年）
- 劉濬（449年－451年）
- 劉駿（451年）
- 劉義恭（451年－452年）[24]
- 劉鑠（453年）[25]
- 沈慶之（453年－455年）
- 劉延孫（455年）
- 檀和之（455年－456年）
- 劉子尚（456年）
- 劉休仁（456年－457年）
- 劉誕（457年－459年）
- 垣閬（459年）
- 沈慶之（459年－460年）
- 劉子勛（460年－463年）[26]
- 柳元景（463年－464年）[27]
- 劉子仁（464年－465年）
- 劉子真（465年－466年）[28]
- 劉祗（466年）
- 劉休範（466年）
- 張永（466年）
- 劉景素（466年－467年）
- 沈攸之（行，467年－468年）
- 劉韞（468年）
- 蕭道成（468年－471年）[29]
- 刘勔（470年－471年）
- 沈懷明（471年－473年）[27]
- 張永（474年）
- 蕭道成（474年－477年）[30]
- 李安民（477年－478年）
- 黃回（478年）
- 蕭映（行，478年）
- 蕭映（478年－479年）[31]

南齊南兗州刺史（479年－502年）
- 王敬則（479年－480年）
- 陳顯達（480年－481年）
- 柳世隆（481年－483年）[32]
- 蕭子良（483年－484年）
- 呂安國（484年）
- 張岱（未就任，484年）
- 蕭子敬（484年－487年）
- 蕭子懋（487年－488年）
- 蕭子明（488年－492年）
- 蕭子罕（492年－494年）[33]
- 蕭子敬（494年）[34]
- 王玄邈（494年－495年）
- 蕭寶源（495年－498年）
- 蕭穎冑（498年－499年）[35]
- 蕭寶攸（未就任，499年）
- 蕭寶玄（499年－500年）[36]
- 裴叔業（未就任，499年）[37]
- 張沖（未就任，500年）
- 陸慧曉（500年）
- 張稷（500年－501年）[36]
- 刘孝庆（501年－502年）
- 蕭昺（監南兗州，502年）[38]

南梁南兗州刺史（502年－557年）
- 蕭昺（502年－506年）[39]
- 昌義之（507年）[40]
- 呂僧珍（507年－508年）
- 蕭淵業（508年－509年）
- 蕭憺（509年－510年）
- 蕭綱（510年－513年）[41]
- 蕭淵藻（513年）[42]
- 蕭昺（513年－514年）
- 蕭昂（監南兗州，514年－？）[39]
- 蕭績（518年－523年）[43]
- 蕭綜（523年－525年）
- 蕭淵藻（531年－535年）
- 蕭正德[44]
- 柳仲礼[45]
- 蕭會理（？－549年）[46]
- 董紹先（侯景署，549年－550年）[47]
- 蕭勉（550年）
- 侯子鑒（侯景署，550年－551年）
- 郭元建（侯景署，551年－552年）[48]
- 侯瑱（551年－552年）[49]
- 杜僧明（552年－554年）[50]
- 荀朗（未就任，554年）[51]
- 吳明徹（556年－557年）[49]

陳朝南兗州刺史（557年－560年，573年－579年）
- 吳明徹（557年－560年）[52]
- 吳明徹（575年－578年）[49][53]
- 陳慧紀（578年）[54]
- 淳于量（578年－579年）[55]
- 沈恪（監南兗州，579年）[56]

唐朝兗州刺史（620年－624年）
- 程楼（620年）
- 卢祖尚（623年）[57]